# Животные Красной книги Башкортостана
Животные Красной книги Башкортостана — редкие и находящиеся под угрозой исчезновения виды животных на территории Республики Башкортостан.
В Башкортостане законодательно защищены 112 видов животных. В третьем томе Красной книги (2003), посвящённом животным, перечислены 29 видов беспозвоночных, 7 — рыб, три — земноводных, 6 — пресмыкающихся, 49 — птиц, 18 видов млекопитающих.

## Млекопитающие
Всего млекопитающих в Красной книги Республики Башкортостан 18 видов, из них 9 представителей отряда рукокрылых, 3 представителя отряда грызунов, 2 представителя отряда хищных, 2 представителя отряда насекомоядных, а также по 1 представителю отряда зайцеобразных и отряда Парнокопытных. К категории исчезающих видов (I) относятся европейская норка и русская выхухоль.

## Пресмыкающиеся
Всего пресмыкающихся и земноводных в Красной книги Республики Башкортостан 11 видов, из них 5 представителей отряда чешуйчатых и 1 представитель отряда черепах класса пресмыкающихся; а также 2 представителя отряда бесхвостых и 1 представитель отряда хвостатых класса земноводных. К категории исчезающих видов (I) не относится ни один вид.

## Рыбы
Всего рыб в Красной книги Республики Башкортостан 7 видов, из них 2 представителя отряда осетрообразных, 3 представителя отряда лососеобразных и по 1 представителю отряда карпообразных и скорпенообразных класса костных рыб. К категории исчезающих видов (I) относится обыкновенный таймень.